# Henri Mouton (football)
Pour les articles homonymes, voir Henri Mouton et Mouton (homonymie).
Henri Mouton, né le 20 avril 1881 à Morsain et mort le 10 mars 1962 à Savigny-sur-Orge, est un footballeur international français.

## Biographie
Son poste de prédilection est attaquant. Il compte cinq sélections en équipe de France de football, Belgique-France à Bruxelles au stade du Vivier d'Oie en 1909, France-Angleterre amateur à Gentilly au stade de la F.G.S.P.F en 1909, France-Belgique à Gentilly au stade de la F.G.S.P.F en 1910, Angleterre amateur-France au stade Goldstone Ground à Brighton en 1910, Italie-France au Arena Civica à Milan en 1910.

### Carrière
Avant-centre de la prestigieuse Étoile des Deux Lacs, Henri Mouton marqua certes un but lors de sa première sélection. Mais la suite de son aventure tricolore fut navrante avec quatre défaites, dont deux très cruelles face à l'Angleterre (11-0, 10-1). La presse tira sur lui à boulets rouges et stigmatisa sa lenteur d'exécution et... son ventre un peu trop proéminent.